# 1967
Il 1967 (MCMLXVII in numeri romani) è un anno  del XX secolo.

## Eventi
- Tecnologia – La IBM crea il primo Floppy disk.

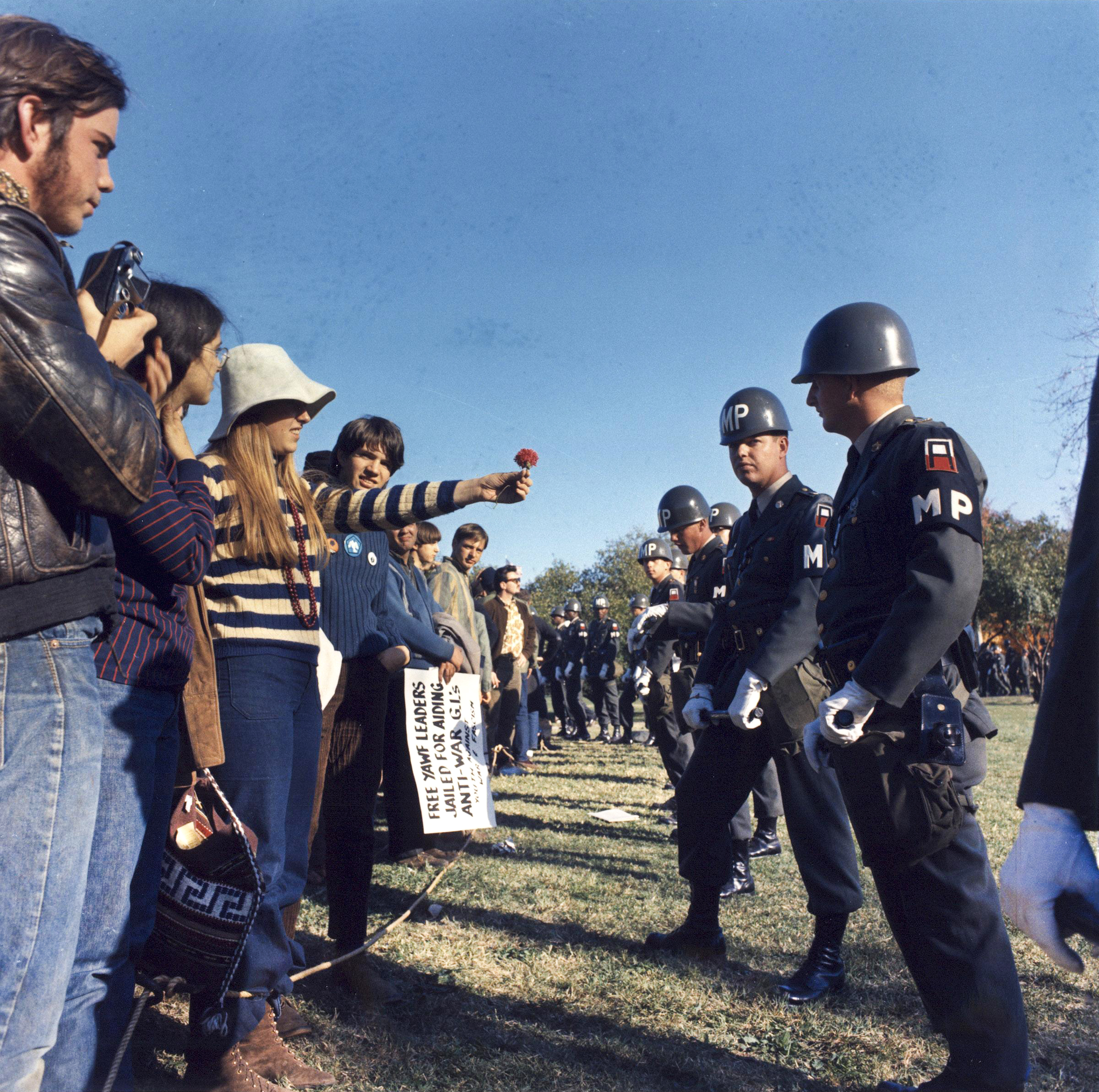
Una manifestante porge un fiore ad un membro della polizia militare durante una manifestazione di protesta contro la Guerra del Vietnam fuori dal Pentagono nel 1967

### Gennaio
- 8 gennaio – Vietnam: l'esercito USA scatena un'offensiva, che si rivelerà fallimentare, sul delta del Mekong
- 23 gennaio – in vista dell'ammissibilità costituzionale di una legge sul divorzio in Italia, Papa Paolo VI pronuncia un duro discorso sull'indissolubilità del matrimonio.
- 25 gennaio – Philip Knight e Bill Bowerman fondano l'azienda produttrice di abbigliamento sportivo Nike.
- 26 gennaio - Pechino: in piena "Rivoluzione Culturale" cinese, le Guardie Rosse cingono d'assedio l'ambasciata sovietica segnando il momento di maggior tensione ideologica tra i due massimi Paesi comunisti.
- 27 gennaio
  - La navicella Apollo 1 prende fuoco a causa di un cortocircuito fra i 50 km di cavi. Muoiono i 3 astronauti della NASA Virgil Grissom, Edward White e Roger Chaffee.
  - I Beatles firmano un contratto novennale con la EMI Records.
  - In Italia, a Sanremo, durante il Festival di Sanremo, muore in circostanze misteriose Luigi Tenco.
- 31 gennaio – Roma: clamorose rivelazioni del senatore Ferruccio Parri che riferisce in Parlamento sull'esistenza di circa 260.000 schede riguardanti altrettanti personaggi spiati dal SIFAR.

### Febbraio
- 3 febbraio – nel contesto dei moti della contestazione giovanile, una folla di manifestanti assedia il commissariato di Viareggio per alcune ore
- 5 febbraio – salpa l'incrociatore della Marina Militare "Vittorio Veneto".
- 11 febbraio – Oberstdorf, Germania: Lars Grini è il primo uomo a raggiungere i 150 metri nel salto con gli sci.
- 14 febbraio - Città del Messico: viene firmato da 33 Paesi il "Trattato di Tlatelolco" che istituisce una zona libera da armi nucleari in America Latina e nei Caraibi.

### Marzo
- 6 marzo – Nuova Delhi: Svetlana Alliluyeva, figlia del dittatore Stalin, recatasi in India per portare le ceneri del suo terzo marito, chiede asilo politico all'ambasciatore degli Stati Uniti.
- 11 marzo – Londra: i Pink Floyd pubblicano il primo singolo: Arnold Layne/Candy and a Currant Bun.
- 28 marzo – Città del Vaticano: papa Paolo VI pubblica l'enciclica Populorum progressio: «Lo sviluppo non si riduce alla sola crescita economica».

### Aprile
- 8 aprile – il Regno Unito vince l'Eurovision Song Contest, ospitato a Vienna, Austria.
- 21 aprile – Grecia: in risposta alla prevista vittoria elettorale dei socialisti di Geórgios Papandréu un golpe militare si impadronisce del potere. Inizia la dittatura dei colonnelli.
- 28 aprile – Montréal, Canada: apre l'Expo 67, esposizione mondiale di architettura, design, tecnologia, cultura. In sei mesi avrà più di 50 milioni di visitatori.

### Maggio
- 9 maggio – René Gerónimo Favaloro esegue il primo bypass aorto-coronarico della storia.
- 18 maggio – Egitto: Nasser chiede all'ONU di ritirare i Caschi Blu dalla frontiera israeliana.
- 29 maggio – Nigeria: a seguito della dichiarazione di indipendenza, scoppia la guerra del Biafra.

### Giugno
- 1º giugno – Londra: i Beatles pubblicano Sgt. Pepper's Lonely Hearts Club Band, uno degli album-simbolo della musica rock.
- 5-10 giugno – Guerra dei sei giorni tra Israele e Egitto, Siria e Giordania. Le forze israeliane, guidate dal ministro della difesa Moshe Dayan, occupano la penisola del Sinai, la striscia di Gaza, il settore arabo di Gerusalemme, la Cisgiordania e le alture siriane del Golan.
- 8 giugno – la nave USS Liberty inviata per osservare il conflitto viene attaccata per sbaglio dall'aeronautica israeliana.
- 11 giugno – Felice Gimondi vince il cinquantesimo Giro d'Italia.
- 17 giugno – la Cina esegue il suo primo test atomico termonucleare.
- 25 giugno – 400 milioni di spettatori assistono a Our World, la prima trasmissione in mondovisione.

### Luglio
- 14 luglio – Marzabotto: un referendum tra i cittadini di Marzabotto respinge la richiesta di perdono del maggiore delle SS Walter Reder, che aveva ordinato la strage del 1944.
- 20 luglio – Viareggio: prima edizione del Premio Internazionale Viareggio-Versilia a Pablo Neruda.

### Agosto
- 5 agosto – Londra: i Pink Floyd pubblicano il loro primo album The Piper at the Gates of Dawn.
- 7 agosto – la Repubblica Popolare Cinese invia aiuti economici al Vietnam del Nord sotto forma di un prestito.
- 8 agosto – con l'approvazione della Dichiarazione di Bangkok da parte di Indonesia, Malaysia, Filippine, Singapore e Thailandia, viene fondata la  ASEAN (in inglese: Association of South-East Asian Nations; in italiano: Associazione delle Nazioni del Sud-est asiatico[1]), organizzazione politica, economica e culturale di nazioni situate nel Sud-est asiatico.
- 25 agosto – Marburg, Germania: un'epidemia di febbre emorragica fa ammalare 37 persone tra lo staff di un laboratorio che lavora su tessuti di scimmia. Viene così isolato il virus Marburg.

### Settembre
- 2 settembre – il Principato di Sealand dichiara unilateralmente la propria indipendenza.[2]
- 3 settembre
  - Nguyễn Văn Thiệu viene eletto presidente del Vietnam del Sud.
  - Svezia: scatta l'H-Day, dalle 5 di questa mattina cambia il senso di marcia nella circolazione stradale e gli automezzi dovranno tenere la destra come nel resto dell'Europa continentale.
- 8 settembre – allo Stadio olimpico di El Menzah si svolge la cerimonia d'apertura dei V Giochi del Mediterraneo di Tunisi
- 17 settembre – in un match di terza serie tra Sivasspor e Kayseri Erciyesspor (all'epoca Kayserispor) giocato allo Stadio Kayseri Atatürk, si verificò la più grande tragedia del calcio turco: incidenti tra tifosi causarono 43 morti e 300 feriti, per lo più sostenitori del Sivasspor, periti nella calca originatasi dopo gli scontri con i sostenitori del Kayserispor[3]

### Ottobre
- 9 ottobre – La Higuera (Bolivia): Che Guevara, ferito e catturato in un'imboscata delle forze governative, viene fucilato.
- 19 ottobre – la sonda Mariner 5 viene lanciata verso Venere.
- 26 ottobre – Teheran: lo Scià di Persia Mohammad Reza Pahlavi è incoronato Re dei Re (Shahanshah) d’Iran. La regina consorte, Farah Diba viene incoronata Imperatrice consorte (Shahbanu).

### Novembre
- 8 novembre – viene lanciata la prima emittente radiofonica "locale" della BBC.
- 27 novembre – Gabon: Omar Bongo diventa presidente della Repubblica alla morte di Léon M'ba. Resterà al potere per 42 anni.

### Dicembre
- 3 dicembre – Città del Capo: il chirurgo Christiaan Barnard effettua il primo trapianto di cuore della storia.
- 9 dicembre – Bucarest: Nicolae Ceaușescu diviene capo del governo rumeno, diventando di fatto il dittatore della Romania.

## Nati
Ci sono circa 3 770 voci su persone nate nel 1967; vedi la pagina Nati nel 1967 per un elenco descrittivo o la categoria Nati nel 1967 per un indice alfabetico.

## Morti
Ci sono circa 1 110 voci su persone morte nel 1967; vedi la pagina Morti nel 1967 per un elenco descrittivo o la categoria Morti nel 1967 per un indice alfabetico.

## Calendario
| Calendario 1967 | Calendario 1967 | Calendario 1967 | Calendario 1967 | Calendario 1967 | Calendario 1967 | Calendario 1967 | Calendario 1967 | Calendario 1967 | Calendario 1967 | Calendario 1967 | Calendario 1967 | Calendario 1967 | Calendario 1967 | Calendario 1967 | Calendario 1967 | Calendario 1967 | Calendario 1967 | Calendario 1967 | Calendario 1967 | Calendario 1967 | Calendario 1967 | Calendario 1967 | Calendario 1967 | Calendario 1967 | Calendario 1967 | Calendario 1967 | Calendario 1967 | Calendario 1967 | Calendario 1967 | Calendario 1967 | Calendario 1967 | Calendario 1967 |
| --------------- | --------------- | --------------- | --------------- | --------------- | --------------- | --------------- | --------------- | --------------- | --------------- | --------------- | --------------- | --------------- | --------------- | --------------- | --------------- | --------------- | --------------- | --------------- | --------------- | --------------- | --------------- | --------------- | --------------- | --------------- | --------------- | --------------- | --------------- | --------------- | --------------- | --------------- | --------------- | --------------- |
|                 | 1               | 2               | 3               | 4               | 5               | 6               | 7               | 8               | 9               | 10              | 11              | 12              | 13              | 14              | 15              | 16              | 17              | 18              | 19              | 20              | 21              | 22              | 23              | 24              | 25              | 26              | 27              | 28              | 29              | 30              | 31              |                 |
| Gennaio         | Do              | Lu              | Ma              | Me              | Gi              | Ve              | Sa              | Do              | Lu              | Ma              | Me              | Gi              | Ve              | Sa              | Do              | Lu              | Ma              | Me              | Gi              | Ve              | Sa              | Do              | Lu              | Ma              | Me              | Gi              | Ve              | Sa              | Do              | Lu              | Ma              |                 |
| Febbraio        | Me              | Gi              | Ve              | Sa              | Do              | Lu              | Ma              | Me              | Gi              | Ve              | Sa              | Do              | Lu              | Ma              | Me              | Gi              | Ve              | Sa              | Do              | Lu              | Ma              | Me              | Gi              | Ve              | Sa              | Do              | Lu              | Ma              |                 |                 |                 |                 |
| Marzo           | Me              | Gi              | Ve              | Sa              | Do              | Lu              | Ma              | Me              | Gi              | Ve              | Sa              | Do              | Lu              | Ma              | Me              | Gi              | Ve              | Sa              | Do              | Lu              | Ma              | Me              | Gi              | Ve              | Sa              | Do              | Lu              | Ma              | Me              | Gi              | Ve              |                 |
| Aprile          | Sa              | Do              | Lu              | Ma              | Me              | Gi              | Ve              | Sa              | Do              | Lu              | Ma              | Me              | Gi              | Ve              | Sa              | Do              | Lu              | Ma              | Me              | Gi              | Ve              | Sa              | Do              | Lu              | Ma              | Me              | Gi              | Ve              | Sa              | Do              |                 |                 |
| Maggio          | Lu              | Ma              | Me              | Gi              | Ve              | Sa              | Do              | Lu              | Ma              | Me              | Gi              | Ve              | Sa              | Do              | Lu              | Ma              | Me              | Gi              | Ve              | Sa              | Do              | Lu              | Ma              | Me              | Gi              | Ve              | Sa              | Do              | Lu              | Ma              | Me              |                 |
| Giugno          | Gi              | Ve              | Sa              | Do              | Lu              | Ma              | Me              | Gi              | Ve              | Sa              | Do              | Lu              | Ma              | Me              | Gi              | Ve              | Sa              | Do              | Lu              | Ma              | Me              | Gi              | Ve              | Sa              | Do              | Lu              | Ma              | Me              | Gi              | Ve              |                 |                 |
| Luglio          | Sa              | Do              | Lu              | Ma              | Me              | Gi              | Ve              | Sa              | Do              | Lu              | Ma              | Me              | Gi              | Ve              | Sa              | Do              | Lu              | Ma              | Me              | Gi              | Ve              | Sa              | Do              | Lu              | Ma              | Me              | Gi              | Ve              | Sa              | Do              | Lu              |                 |
| Agosto          | Ma              | Me              | Gi              | Ve              | Sa              | Do              | Lu              | Ma              | Me              | Gi              | Ve              | Sa              | Do              | Lu              | Ma              | Me              | Gi              | Ve              | Sa              | Do              | Lu              | Ma              | Me              | Gi              | Ve              | Sa              | Do              | Lu              | Ma              | Me              | Gi              |                 |
| Settembre       | Ve              | Sa              | Do              | Lu              | Ma              | Me              | Gi              | Ve              | Sa              | Do              | Lu              | Ma              | Me              | Gi              | Ve              | Sa              | Do              | Lu              | Ma              | Me              | Gi              | Ve              | Sa              | Do              | Lu              | Ma              | Me              | Gi              | Ve              | Sa              |                 |                 |
| Ottobre         | Do              | Lu              | Ma              | Me              | Gi              | Ve              | Sa              | Do              | Lu              | Ma              | Me              | Gi              | Ve              | Sa              | Do              | Lu              | Ma              | Me              | Gi              | Ve              | Sa              | Do              | Lu              | Ma              | Me              | Gi              | Ve              | Sa              | Do              | Lu              | Ma              |                 |
| Novembre        | Me              | Gi              | Ve              | Sa              | Do              | Lu              | Ma              | Me              | Gi              | Ve              | Sa              | Do              | Lu              | Ma              | Me              | Gi              | Ve              | Sa              | Do              | Lu              | Ma              | Me              | Gi              | Ve              | Sa              | Do              | Lu              | Ma              | Me              | Gi              |                 |                 |
| Dicembre        | Ve              | Sa              | Do              | Lu              | Ma              | Me              | Gi              | Ve              | Sa              | Do              | Lu              | Ma              | Me              | Gi              | Ve              | Sa              | Do              | Lu              | Ma              | Me              | Gi              | Ve              | Sa              | Do              | Lu              | Ma              | Me              | Gi              | Ve              | Sa              | Do              |                 |

## Premi Nobel
- per la Pace: non è stato assegnato
- per la Letteratura: Miguel Ángel Asturias
- per la Medicina: Ragnar Granit, Haldan Keffer Hartline, George Wald
- per la Fisica: Hans Albrecht Bethe
- per la Chimica: Manfred Eigen, Ronald George Wreyford Norrish, George Porter